# Kommeno
Kommeno (Κομμένο în greacă) este o comunitate situată în partea de vest a Greciei, în Epir, în apropierea râului Arachthos. Are o populație de 835 locuitori. În timpul ocupației Greciei de către Axă, localitatea a fost martorul unui masacru sângeros comis de armata germană, petrecut în iulie 1943.